# Urata Nobuhisa
Nobuhisa Urata (浦田 延尚 Urata Nobuhisa, sinh ngày 13 tháng 9 năm 1989) là một cầu thủ bóng đá người Nhật Bản hiện tại thi đấu cho Matsumoto Yamaga.

## Thống kê câu lạc bộ
Cập nhật đến ngày 23 tháng 2 năm 2018.
| Thành tích câu lạc bộ | Thành tích câu lạc bộ | Thành tích câu lạc bộ | Giải vô địch | Giải vô địch | Cúp                   | Cúp                   | Cúp Liên đoàn | Cúp Liên đoàn | Tổng cộng | Tổng cộng |
| Mùa giải              | Câu lạc bộ            | Giải vô địch          | Số trận      | Bàn thắng    | Số trận               | Bàn thắng             | Số trận       | Bàn thắng     | Số trận   | Bàn thắng |
| Nhật Bản              | Nhật Bản              | Nhật Bản              | Giải vô địch | Giải vô địch | Cúp Hoàng đế Nhật Bản | Cúp Hoàng đế Nhật Bản | J. League Cup | J. League Cup | Tổng cộng | Tổng cộng |
| --------------------- | --------------------- | --------------------- | ------------ | ------------ | --------------------- | --------------------- | ------------- | ------------- | --------- | --------- |
| 2008                  | Yokohama F. Marinos   | J1 League             | 0            | 0            | 0                     | 0                     | 0             | 0             | 0         | 0         |
| 2009                  | Yokohama F. Marinos   | J1 League             | 0            | 0            | 0                     | 0                     | 0             | 0             | 0         | 0         |
| 2010                  | Yokohama F. Marinos   | J1 League             | 0            | 0            | 0                     | 0                     | 0             | 0             | 0         | 0         |
| 2011                  | Sagan Tosu            | J2 League             | 12           | 0            | 1                     | 0                     | -             | -             | 13        | 0         |
| 2012                  | Ehime FC              | J2 League             | 32           | 1            | 0                     | 0                     | -             | -             | 32        | 1         |
| 2013                  | Ehime FC              | J2 League             | 41           | 3            | 0                     | 0                     | -             | -             | 41        | 3         |
| 2014                  | Ehime FC              | J2 League             | 23           | 2            | 1                     | 0                     | -             | -             | 24        | 2         |
| 2015                  | Ehime FC              | J2 League             | 35           | 1            | 3                     | 0                     | -             | -             | 38        | 1         |
| 2016                  | Ehime FC              | J2 League             | 33           | 0            | 2                     | 0                     | -             | -             | 35        | 0         |
| 2017                  | Ehime FC              | J2 League             | 37           | 3            | 1                     | 0                     | -             | -             | 38        | 3         |
| Tổng                  | Tổng                  | Tổng                  | 215          | 10           | 8                     | 0                     | 0             | 0             | 223       | 10        |